# Oerlikon Millennium
Oerlikon Millennium je švýcarský námořní systém blízké obrany vyvinutý firmou Rheinmetall AG.

## Charakteristika

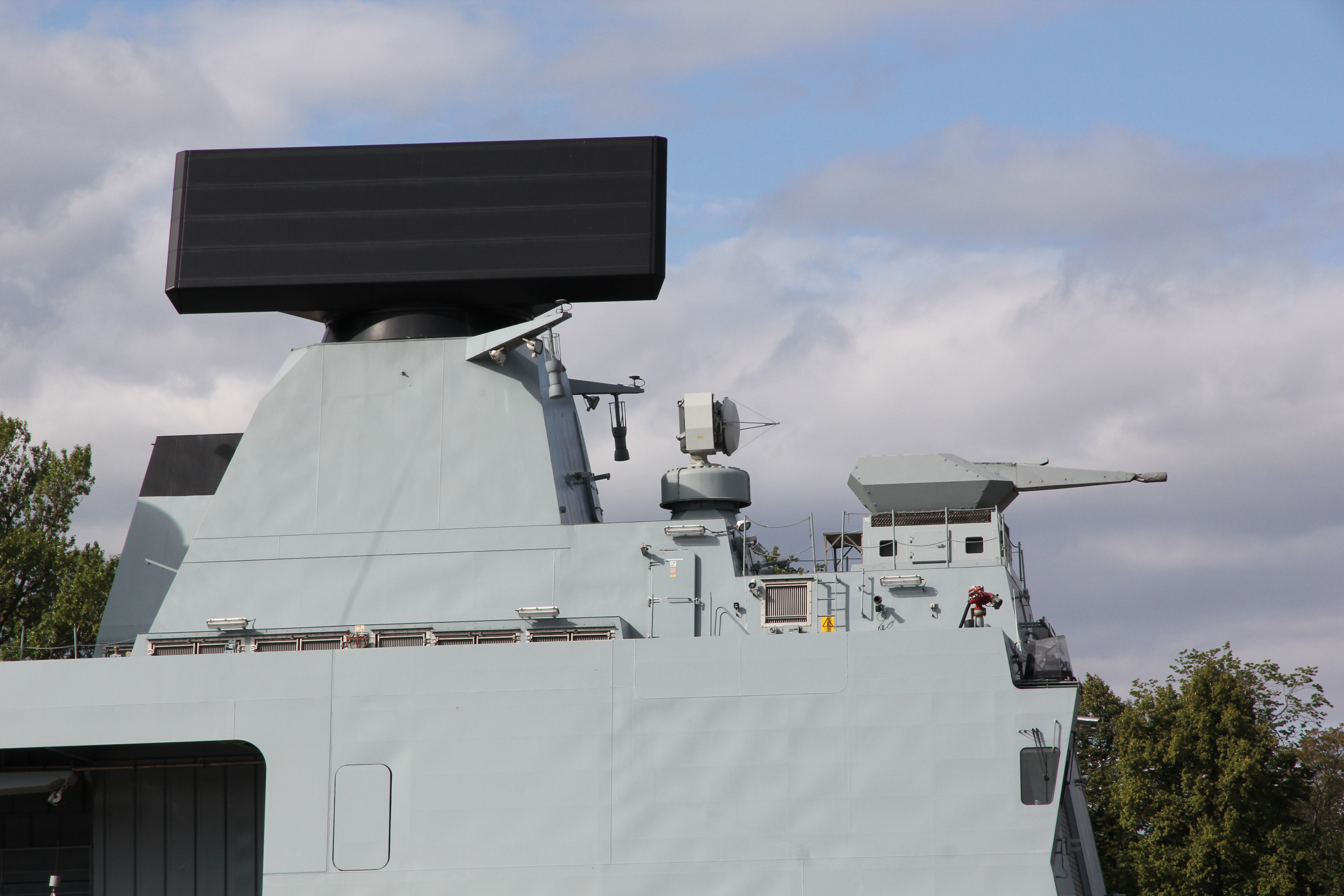
Oerlikon Millennium na dánské fregatě Peter Willemoes (F-362)

Systém využívá k ničení nepřátelských cílů 35mm protiletadlový kanón. Je určený proti protilodním střelám, letadlům, vrtulníkům a může ničit i bezpilotní letouny. Kapacita munice umožňuje zbrani zasáhnout až deset protilodních střel nebo dvacet pozemních cílů. Systém existuje i v pozemní verzi C-RAM (anglicky Counter Rocket, Artillery, and Mortar).

## Uživatelé
- Dánsko - fregaty třídy Absalon, fregaty třídy Iver Huitfeldt
- Indonésie - fregaty třídy Martadinata, fregaty třídy Inspiration
- Venezuela - oceánské hlídkové lodě třídy Guaiquerí, pobřežní hlídkové lodě třídy Guaicamacuto